# レユニオンドードー
レユニオンドードー (Threskiornis solitarius) は、鳥綱ペリカン目トキ科クロトキ属に分類される鳥類。

## 分布
レユニオンに分布していた

## 形態
島を訪れた航海者の手記によると、「シチメンチョウ程度の大きさで、太ったおとなしい鳥」。羽毛は白、クチバシと羽の先は黄色。飛べない。

## 分類
以前はハト目ドードー科ドードー属Raphusに分類する説もあった。

## 人間との関係
ドードー（モーリシャス島のドードー）と同様の理由で17世紀末に絶滅したとされる。2羽ほどがヨーロッパに送られたらしいが、標本は残っていない。
なお、ロドリゲスドードーに似た痩せた姿のレユニオンドードーも目撃されており、絵が残されている。日本の鳥類学者蜂須賀正氏はこれをレユニオンドードーとは別の種としたが、今のところ一般には採用されていない。